# Адольф Кетле
Ламбер Адольф Жак Кетле (фр. Lambert-Adolph-Jacques Quetelet; 22 лютого 1796, Гент — 17 лютого 1874, Брюссель) — французький та бельгійський математик, астроном, метеоролог, соціальний статистик. Один із засновників наукової статистики.
У ранньому дитинстві виявив блискучі здібності до математики і вже у 18-ть років викладав цей предмет в своєму рідному місті; 1819 року, коли Кетле захистив дисертацію з геометрії, його запросили викладати до брюссельського Атенеуму. Звернувшись до вивчення фізики й астрономії, Кетле, спільно з Жаном Гійомом Гарньє, 1825 року заснував видання «Correspondance mathématique et physique», яке незабаром здобуло велику популярність у науковому світі. Кетле доводив, що фізику необхідно зробити одним з головних предметів шкільного навчання. Відвідавши Англію, Шотландію, Швейцарію, Італію і Німеччину, Кетле 1832 р. став завідувачем побудованої за його планом обсерваторії у Брюсселі; 1834 р. обраний постійним секретарем брюссельської академії наук. Викладав також астрономію і геодезію у Військовій школі, був директором бельгійського статистичного бюро та головою заснованої з його ініціативи бельгійської центральної статистичної комісії.

## Дитинство
Адольф Кетле народився 22 лютого 1796 року в місті Ґент, що в ті часи, як і вся Бельгія, належало до Франції. Батько Адольфа, який перепробував ряд професій і наприкінці життя мав власну крамницю, помер, коли хлопчикові було 7 років, після чого сім'я опинилася в злиднях. На допомогу родині прийшли друзі батька, які допомогли Адольфові здобути хорошу освіту в місцевому ліцеї, де він виявив себе здібним учнем, зокрема, до математичних наук та малювання.
Після закінчення ліцею йому зразу ж довелося почати працювати і в 1813 році він одержав місце вчителя математики, граматики та малювання в приватній гімназії невеликого містечка Оденаарда.

## Наукові праці
Доробок Кетле налічує 65 праць, присвячених статистиці. Він узагальнював різноманітні дані, що стосувалися населення, клімату, торгівлі, бідности, освіти, злочинности та ін.
Праця Кетле «Про людину і розвиток її здібностей, або Досвід соціальної фізики» («Sur l'homme et le développement de ses facultés, ou essai de Physique sociale») (1835) допомогла соціологам перейти від умоглядного виведення нічим не підтверджених «законів історії» до суспільних закономірностей, які можна розрахувати або вивести індуктивно. Саме з цієї роботи й бере свій початок соціологія (в терминології Кетле «соціальна фізика») як чітка, емпірично обґрунтована наука. Окрім відкриття статистичних закономірностей, концепції середніх величин, поняття соціального закону, Кетле визначив методологічні правила формулювання анкетних запитань. Він рекомендував ставити тільки такі запитання, які необхідні і на які можна отримати відповіді, запитання, що не викликають підозри, однаково зрозумілі всім опитуваним.